# Нестеров, Аркадий Павлович
Аркадий Павлович Нестеров (20 июня 1923 ― 7 декабря 2009) ― советский учёный, офтальмолог, доктор медицинских наук, профессор, Заслуженный деятель науки РСФСР (1974), лауреат Государственной премии СССР (1975), академик РАМН.

## Биография
Аркадий Павлович Нестеров родился 20 июня 1923 года в городе Бузулуке.
В июне 1941 года завершил обучение в средней школе. С июня 1942 до октября 1946 года проходил службу в Красной Армии, участник Великой Отечественной войне.
Уволившись со службы, поступил обучаться в Куйбышевский государственный институт. С 3-го курса стал персональным стипендиатом и председателем студенческого научного общества, позже клиническим ординатором и аспирантом кафедры глазных болезней Куйбышевского медицинского института.
В 1956 году в Куйбышеве защитил диссертацию на соискание учёной степени кандидата медицинских наук по теме «Экспериментальные исследования по пересадке гетерогенной роговой оболочки». В 1963 году в Одессе защитил диссертацию на соискание учёной степени доктора медицинских наук по теме «Гидродинамика глаза и методы ее изучения». По конкурсу был избран и назначен работать на должность заведующего кафедрой глазных болезней Казанского медицинского института. с 1965 года — профессор.
В 1968 году его избрали депутатом Казанского городского совета, где трудился в комиссии по здравоохранению. В 1974 году был назначен на должность заведующего кафедрой глазных болезней лечебного факультета Второго московского медицинского института. С 1976 года работал с проблемной научно-исследовательской лабораторией микрохирургии глаза.
В 1975 году ему присуждена Государственная премия СССР.
В 1985 году было зарегистрировано его изобретение «Явление функциональной (обратимой) блокады склерального синуса глаза человека — эффект Нестерова». Автор продемонстрировал важную роль блокады синуса в патогенезе глаукомы и показал новые возможности лечения этого заболевания.
В 1997 году он был избран почетным заведующим кафедрой глазных болезней РГМУ.
Является соавтором свыше 350 научных работ, среди них 14 монографий, в основном посвященных проблеме циркуляции внутриглазной жидкости. Принял участие в создании 42 изобретений. С его участием были подготовлены 42 кандидатские и 20 докторских диссертаций.
Умер в Москве 7 декабря 2009 года.

## Награды
- Орден Трудового Красного Знамени
- Орден Отечественной войны II степени
- Медаль «За победу над Германией в Великой Отечественной войне 1941—1945 гг.»
- Орден «Слава» (19 июня 2003 года, Азербайджан) — за заслуги в развитии азербайджанской офтальмологии и укреплении сотрудничества в области медицины между Азербайджанской Республикой и Российской Федерацией[5]
- Заслуженный деятель науки РСФСР (1974)
- Государственная премия СССР (1975)
- Премия Правительства Российской Федерации в области науки и техники
- премия Академии медицинских наук СССР имени академика М. И. Авербаха (1969)
- премия РАМН имени Н. И. Пирогова (1992)
- премия имени Т. И. Ерошевского за лучшую монографию в области медицинской геронтологии (2002)

## Основные работы
- Нестеров А. П. Гидродинамика глаза. — М., 1968.
- Нестеров А. П. Первичная глаукома. — М., 1973.
- Нестеров А. П. Внутриглазное давление. Вопросы физиологии и патологии. — М., 1974.